# جبريل دياز (لاعب كرة قدم)
جبريل دياز (بالإسبانية: Gabriel Díaz)‏ هو لاعب كرة قدم أرجنتيني، ولد في 17 أكتوبر 1989 في بوينس آيرس في الأرجنتين. لعب مع إيفرتون دي فينا ديل مار.

## وصلات خارجية
- جبريل دياز على موقع قاعدة بيانات كرة القدم.إي يو (الإنجليزية)
- جبريل دياز على موقع Soccerway.com (الإنجليزية)
- جبريل دياز على موقع AS.com (الإسبانية)